# Décarbonation des bâtiments en France
La décarbonation des bâtiments en France est l'ensemble des mesures et des techniques permettant de réduire les émissions de gaz à effet de serre dans le secteur du bâtiment en France. Il s’agit d’un des axes de la décarbonation de la France et un des défis de la neutralité carbone en 2050.
Le secteur émet, en 2022, 16 % des gaz à effet de serre tous secteurs confondus. Pour atteindre la neutralité carbone en 2050, une réduction de 85 % des émissions directes du secteur résidentiel-tertiaire est nécessaire. Les mesures prises concernent la rénovation énergétique, les modes de chauffage et la sobriété énergétique. 
La loi relative à la transition énergétique pour la croissance verte (LTECV) (2015) fixe comme objectif national la rénovation thermique de 500 000 logements par an, dont la moitié occupés par des ménages aux revenus modestes. Le plan de rénovation énergétique de 2021 fait de la rénovation énergétique une priorité nationale. Des mesures normatives échelonnées dans le temps viennent appuyer l’atteinte des objectifs de rénovation, comme les DPE (Diagnostics de performance énergétique), la révision des exigences BBC (Bâtiment basse consommation) ou encore les audits et diagnostics énergétiques. Des dispositions sont également prises dans le domaine des chaudières et de la sobriété énergétique. Parallèlement, les acteurs de la filière se mobilisent en publiant une feuille de route en janvier 2023. 
Néanmoins l'évaluation faite par le Haut Conseil pour le climat dans son rapport de 2023 est alarmante. Malgré des progrès, les politiques de rénovation ne semblent pas avoir marqué une inflexion suffisante pour garantir l’atteinte de la trajectoire de décarbonation future du secteur.

## Descriptif du secteur
Le CITEPA, chargé par le  Ministère de la Transition écologique et solidaire de la réalisation des inventaires nationaux d'émissions de polluants atmosphériques et de gaz à effet de serre, décompose le secteur en deux sous-secteurs :
| Bâtiments résidentiels et activités domestiques | - Chauffage, eau chaude sanitaire et cuisson domestique - Climatisation domestique - Réfrigération domestique - Utilisation de produits domestiques (y.c. peintures, aérosols) - Engins (y.c. jardinage) domestiques - Déchets et brûlage domestiques et eaux usées - Autres activités domestiques (tabac et feux d’artifice) |
| Bâtiments et activités tertiaires               | - Chauffage, eau chaude sanitaire et cuisson tertiaire - Climatisation tertiaire - Réfrigération tertiaire - Utilisation de produits tertiaires (y.c. solvants, peintures, aérosols, anesthésie) - Autres activités tertiaires (y.c. feux d’artifice, activités militaires, crémation)                                        |

## Émission de gaz à effets de serre du secteur du bâtiment

### Part des bâtiments dans les émissions de GES
Les émissions directes du secteur résidentiel-tertiaire représentent environ 20 % des émissions de GES françaises en 2015. Depuis le début des années 2000, malgré la croissance de la population et des surfaces chauffées, les émissions liées à la combustion ont légèrement diminué alors qu’en l’absence de mesures d’efficacité énergétique dans le secteur du bâtiment, elles auraient fortement augmenté.
En 2021, elles représentent 18 % des émissions territoriales de la France (16 % en 2022), soit 75 Mt éqCO2 selon les estimations préliminaires du CITEPA. Ces émissions repartent à la hausse de 5,5 % en 2021 par rapport à 2020, pour revenir quasiment au niveau de celles de 2019 (à - 0,5 Mt éqCO2 près). Ce rebond correspond à l’impact possible du recours au télétravail et d’une augmentation des besoins de chauffage en dépit des progrès de décarbonation des modes de chauffage et des gains d’efficacité énergétique. La baisse observée entre 2019 et 2020 correspond pour partie à une baisse des émissions des bâtiments tertiaires, du fait de la crise sanitaire. Elle correspond aussi à une diminution du chauffage résidentiel du fait d'un nouveau record historique de douceur hivernale en 2020 après 2012 et 2014. Une diminution de 14 % intervient en 2022, avec un total de 64,0 Mt éqCO2, soit 16 % des émissions nationales. Ces émissions se répartissent entre le bâtiment résidentiel (62,7 %) et le bâtiment tertiaire (37,3 %). Une partie de cette baisse (64 %) est expliquée avec les conditions météorologiques favorables de 2022. La baisse restante s'explique en partie par les mesures de sobriété prises en réponse à la hausse des prix de l’énergie du fait de la guerre en Ukraine et de l’indisponibilité du parc nucléaire, et au Plan de sobriété énergétique du Gouvernement.

Évolution des gaz à effet de serre émis par le secteur des bâtiments en France entre 1990 et 2022.

## Stratégie nationale
La stratégie nationale bas carbone (SNBC) est l'outil de pilotage pour animer et suivre la politique de décarbonation de l'économie française et de transformation de son modèle énergétique. Elle se décline pour chacun des 6 grands secteurs de l'économie, notamment les bâtiments, et est actualisée tous les quatre ans. 

### SNBC 1 (2015)
| Période   | en Mt éqCO2 |
| --------- | ----------- |
| 2015-2028 | 76          |
| 2019-2023 | 61          |
| 2024-2028 | 46          |

L’objectif défini dans la SNBC 1 pour atteindre le facteur 4 de réduction à l’horizon 2050 par rapport à 1990 tous secteurs confondus est une réduction de 85 % des émissions directes du secteur résidentiel-tertiaire. La réduction d’un facteur deux des émissions directes du secteur visée à l’horizon du troisième budget carbone s’inscrit dans une trajectoire cohérente avecun tel objectif de long terme.
Ceci passe par les actions suivantes :
- Diminuer la demande en énergie du secteur bâtiment (scopes 1 et 2). D’ici à 2050, la rénovation du parc aux normes « bâtiment basse consommation » est visée. De plus, le scénario de référence suppose de rénover les logements privés les plus consommateurs (de classe supérieure ou égale à F) d’ici le troisième budget carbone.
- Réduire les émissions « grises/scope 3 » du secteur des bâtiments. Il faut d’aller vers des standards tenant compte des impacts environnementaux, notamment en termes d’émissions de GES, grâce à une analyse en cycle de vie et en modifiant la réglementation thermique du bâtiment.

### SNBC 2 (2019)
| Période   | Décret 2020 | Réajusté 2023 |
| --------- | ----------- | ------------- |
| 2019-2023 | 78          | 77            |
| 2024-2028 | 60          | 59            |
| 2029-2033 | 43          | 42            |

Les budgets carbone des périodes 2019-2023, 2024-2028 et 2029-2033 sont fixés dans le décret du 21 avril 2020 respectivement à 78, 60 et 43 Mt de CO2eq par an. Depuis la publication de ce décret, des changements méthodologiques ont été apportés à l’inventaire national des émissions de gaz à effet de serre, conduisant à arrêter en 2022 ces budgets carbone annuels ajustés respectivement à 77, 59 et 42 Mt de CO2eq par an,.

## Mesures de rénovation énergétique des bâtiments
En 2021 le constat que 7 millions de logements sont mal isolés et 14 % des Français ont froid dans leur logement conduit le gouvernement à faire de la rénovation énergétique une priorité nationale avec la publication d'un plan de rénovation énergétique. Celui-ci se structure en 4 axes comprenant au total 12 actions : définir des objectifs clairs, massifier la rénovation des logements et lutter contre la précarité énergétique, accélérer la rénovation et les économies d’énergie des bâtiments tertiaires et renforcer les compétences et l’innovation.

### Massification de la rénovation

#### Objectifs de rénovation
La loi relative à la transition énergétique pour la croissance verte (LTECV) (2015) fixe comme objectif national la rénovation thermique de 500 000 logements par an, dont la moitié occupés par des ménages aux revenus modestes. Le plan de rénovation énergétique de 2021 clarifie ce chiffre : 
- 150 000 passoires thermiques seraient rénovées par an, ce qui permettrait d'éradiquer les 1,5 million de passoires thermiques en 10 ans ;
- 100 000 logements sociaux seraient rénovés chaque année ;
- 250 000 autres rénovations seraient réalisées par les propriétaires, occupants ou bailleurs, dans le reste du parc, sous l’impulsion notamment de la réglementation et des aides incitatives.

#### Nouvelles mesures réglementaires
Des mesures normatives viennent appuyer l’atteinte des objectifs de rénovation. C’est le cas des mesures échelonnées dans le temps concernant les DPE (Diagnostics de performance énergétique), la révision des exigences BBC (Bâtiment Basse Consommation) ou encore les audits et diagnostics énergétiques. Les bâtiments neufs seront soumis à la réglementation de la RE2020 qui intègre le critère carbone et des aides à la construction sont conditionnées à diverses exigences énergétiques.

#### Obligation d'audit énergétique et de DPE
La loi climat et résilience rend obligatoire la réalisation d'un audit énergétique, incluant des propositions de travaux, avant la vente d'un bien immobilier de logements individuels et de monopropriétés. Cette obligation s'applique en métropole le 1er janvier 2022 pour les logements classés F ou G ; le 1er janvier 2025 pour les logements classés E ; et le 1er janvier 2034 pour les logements classés D. En Outre-mer, la mesure est repoussée au 1er juillet 2024 pour les logements classés F ou G ; et au 1er janvier 2028 pour les logements classés E. De même, une obligation de réaliser un diagnostic de performance énergétique est fixée à partir du 1er janvier 2025 pour les copropriétés entre 50 et 200 lots ; et à partir du 1er janvier 2026 pour les copropriétés de moins de 50 lots. Pour les immeubles en copropriété de plus de 15 ans, les syndics devront en outre adopter un plan pluriannuel de travaux dédié à la rénovation énergétique et provisionner les dépenses correspondantes dans le fonds de travaux de la copropriété. Ce plan entrera en vigueur au 1er janvier 2023 pour les immeubles de plus de 200 lots ; au 1er janvier 2024 pour les immeubles de 50 à 200 lots et au 1er janvier 2025 pour les immeubles de moins de 50 lots.

#### Carnet d'information du logement
La loi climat et résilience oblige les propriétaires, dès le 1er janvier 2023, à établir un carnet d'information pour chaque logement construit ou faisant l'objet de rénovation énergétique. Ce carnet était initialement attendu pour 2022. Il vise à accompagner les travaux d'amélioration de la performance énergétique du logement ainsi que l'installation d'équipements de contrôle et de gestion active de l'énergie.

#### Dispositifs d'aides: France Rénov’
La loi Climat et Résilience donne un cadre juridique à l’accompagnement des ménages dans la rénovation énergétique. Cet accompagnement se fait à travers des aides financières mais aussi par un appui technique et administratif. Les dispositifs d’aide ont fait l’objet d’une simplication et se structurent sous la bannière France Rénov’,.

### Observatoire de la rénovation énergétique
Un observatoire national de la rénovation énergétique (ONRE) est créé en septembre 2019 afin d’améliorer la connaissance de la dynamique de rénovation de l'ensemble des bâtiments résidentiels et tertiaires.

### Lutte contre la précarité énergétique: interdictions de location des passoires thermiques

#### Logements indécents en France
|                             | Passoires thermiques occupées par des ménages modestes (en milliers) | %   | Nb total de ménages (en milliers) | Taux de précarité énergétique du parc |
| --------------------------- | -------------------------------------------------------------------- | --- | --------------------------------- | ------------------------------------- |
| Propriétaire appartement    | 297                                                                  | 8   | 3 448                             | 9 %                                   |
| Propriété maison            | 1 177                                                                | 31  | 13 168                            | 9 %                                   |
| Locataire appartement privé | 1 099                                                                | 29  | 4 418                             | 25 %                                  |
| Location maison privée      | 620                                                                  | 16  | 2 374                             | 26 %                                  |
| Locataire parc social       | 631                                                                  | 16  | 5 397                             | 12 %                                  |
| Ensemble                    | 3 823                                                                | 100 | 28 805                            | 13 %                                  |

Le décret n°2002-120 du 30 janvier 2002. définissait les caractéristiques d'un logement décent. Il est complété par le décret du 11 janvier 2021 qui  fixe un seuil de performance énergétique minimum pour la décence des logements (450 kilowattheures (kWh) d'énergie finale par mètre carré et par an (kWh/m2/an)) et exclut de fait du marché locatif  (pour un nouveau bail) les logements passoires thermiques à compter du 1er janvier 2023, en France métropolitaine,.
On dénombre 7 à 8 millions de passoires thermiques en France en 2021. Parmi celles-ci, 3,8 millions sont occupées par des ménages modestes, dont 1,5 million sont propriétaires de leur logement (appartement ou maison, voir tableau). Ces derniers sont les plus 
exposés à des situations de précarité énergétique inextricables.

#### Mesures d'interdiction de location
|           | Entrée en vigueur | Type de logement |
| --------- | ----------------- | ---------------- |
| métropole | 1er janvier 2025  | classés G        |
| métropole | 1er janvier 2028  | classés F        |
| métropole | 1er janvier 2034  | classés E        |
| DOM       | 1er janvier 2028  | classés G        |
| DOM       | 1er janvier 2031  | classés F        |

Dans le cadre de la lutte contre l'« habitat indigne » et la précarité énergétique, une disposition, issue de la loi Climat et Résilience du 22 août 2021, prévoit l’interdiction de location des logements dont la consommation en énergie finale est supérieure à 450 kWhEF/m²/an, dits « passoires thermiques » qui sera élargie à tous les logements de la classe G en 2025, de la classe F en 2028 et de la classe E en 2034. Depuis 2022, les logements de classes F et G font aussi l'objet d'un gel des loyers pour les locataires déjà titulaires d'un bail comme lors d'une relocation et les annonces de vente ou de location portant sur ces logements doivent obligatoirement porter la mention « Logement à consommation énergétique excessive ».
Selon les statistiques de l'Observatoire de la rénovation énergétique publiées en avril 2023, le taux de passoires énergétiques (étiquettes F et G du DPE) dans le parc locatif privé s’établit au 1er janvier 2022 à 19,8 % contre 17,3 % dans l’ensemble des résidences principales, en lien notamment avec l’ancienneté et la plus petite surface des logements alors même que la part de maisons individuelles, en moyenne moins performantes énergétiquement que les appartements, y est plus faible. Les passoires énergétiques représentent 1,6 million de logements sur les 8 millions de logements qui composent le parc locatif privé. Les logements classés E (1,9 million de logements) y sont également légèrement sur-représentés : 23,3 % du parc locatif privé, contre 22 % dans l’ensemble des résidences principales. Une étude du groupe SeLoger révèle néanmoins, qu'en mai 2023, la part des ventes de logements passoires thermiques, classés F ou G du DPE, n'augmente plus aussi vite, par rapport au boom observé à la fin 2022.

### Évaluation 2023 de la rénovation énergétique
L'évaluation faite par le Haut-conseil pour le climat dans son rapport de 2023 n'est guère optimiste. Malgré des progrès, les politiques de rénovation ne semblent pas avoir marqué une inflexion suffisante pour garantir l’atteinte de la trajectoire de décarbonation future du secteur. Un rapport France Stratégie estime qu’il serait socio-économiquement rentable de rénover 5,8 millions de logements jusqu’au niveau d’étiquette B dès 2025, dont l’essentiel des logements chauffés au fioul et un peu plus de la moitié des logements F et G chauffés au gaz. À l’horizon 2030, il deviendrait rentable de rénover plus de 12 millions de logements (soit plus du tiers) de toutes les étiquettes. Mais pour atteindre les nouveaux objectifs européens, il faudrait ne plus concentrer l'action uniquement sur les bâtiments les plus rentables, mais sur toutes les rénovations nécessaires à l’atteinte des objectifs climatiques.

## Mesures concernant le chauffage

### Chaudières au fioul
L'installation de chaudières au fioul est interdite depuis le 1er juillet 2022 pour les nouveaux logements et les bâtiments professionnels, à la suite du décret du 5 janvier 2022,. Il existe des dérogations pour les cas d'impossibilité technique, réglementaire ou de réseau. Les chaudières au fioul existantes peuvent continuer de fonctionner, d'être entretenues et réparées. Elles doivent respecter la valeur seuil de 250 g de CO2 par kW.

### Chaudières au gaz
Une réglementation environnementale empêche depuis 2022 la pose de chaudières à gaz pour une maison à construire. Il en sera de même à partir de 2025 dans les logements collectifs neufs. Mais, le gouvernement envisage en 2023 d'élargir l'interdition à l'ensemble des habitations existanteses pour lesquelles les « nouvelles chaudières au gaz naturel et au GPL [gaz de pétrole liquéfié] » seraient interdites. Près de 10,8 millions d’appartements ou de maisons étaient chauffés au gaz en 2021, et 400 000 au gaz de pétrole liquéfié, notamment dans les zones rurales. Soit plus d’un tiers (38 %) des résidences principales du pays, d’après le Centre d’études et de recherches économiques sur l’énergie. Et quatre fois plus, en cumul, que celles au fioul domestique. Élisabeth Borne a évoqué l’année 2026 pour une possible mise à exécution. Cette perspective lourde de conséquences fait pourtant des sceptiques, voire des mécontents. A commencer par la filière gazière, mais pas seulement. Dès mars, la Fédération nationale des collectivités concédantes et régies dénonçait « une fausse bonne idée ». Même certaines associations favorables à une transition énergétique sans énergies fossiles (pétrole, gaz, charbon) estiment qu’il s’agirait d’une décision prématurée. La concertation publique s'est déroulée du 5 juin au 28 juillet 2023.

### Pompes à chaleur
La baisse de la consommation d’énergies fossiles en 2022 est substituée par l’utilisation plus importante d’électricité due au déploiement des pompes à chaleur, plus rapide qu’attendu dans la SNBC 2. Ce déploiement rapide des pompes à chaleur explique l’alignement des émissions du sous-secteur avec la trajectoire SNBC 2, malgré une diminution plus lente qu’attendue de la consommation totale d’énergie. Pour la France, les ministères de l’industrie et de la transition énergétique évoquent l’objectif,  de fabriquer, entre 2023 et 2030, 1,3 million d’appareils par an sur le territoire, dont 300 000 à l’exportation, soit un quadruplement espéré de la production. L’association indépendante Négawatt en a fait un de ses piliers pour imaginer un avenir sans nucléaire en France en 2050. Le gestionnaire des réseaux d’électricité, RTE, table également sur un accroissement significatif de leur diffusion en 2035, et donc sur une hausse concomitante de la demande d’électricité.
Toutefois le développement rapide des pompes à chaleur occulte un problème à terme. Les machines fonctionnent en effet grâce à des fluides frigorigènes (hydrofluorocarbures), moins nocifs qu’auparavant pour la couche d'ozone mais dont la plupart demeurent de puissants gaz à effet de serre. Or l'UE planifie la réduction progressive du recours à ces gaz jusqu'en 2030 pour les remplacer par des procédés moins destructeurs. Le Parlement a ainsi voté, fin mars 2023, l’objectif de bannir les fluides les plus destructeurs avant 2027. Or la plupart des appareils vendus en 2023 utilisent ainsi des gaz qui seront interdits à la vente dans quelques années, qu’il s’agisse de 2027 ou de 2030, illustrant la difficulté, sur les questions climatiques, de concilier les urgences du court et du moyen terme.

## Mesures de sobriété énergétique
Un plan de sobriété énergétique est publié par le gouvernement le 6 octobre 2022. Les actions identifiées représentent un potentiel de réduction de consommation de l’ordre de 50 TWh. Concernant le secteur du bâtiments, les trois mesures phares sont les suivantes, :
- 19°C, c’est la température maximale de chauffe dans les bureaux que les acteurs s’engagent à mieux faire connaître et appliquer. Baisser la température la nuit à 16°C et à 8°C degrés lorsque le bâtiment est fermé plus de trois jours.
- Décaler de 15 jours le début et la fin de la période de chauffe, quand cela est possible et quand la température extérieure le permet.
- Réduire l’utilisation de l’eau chaude sanitaire dans les bureaux. En dehors des usages pour lesquels l’eau chaude est indispensable (douches par exemple) et lorsque les conditions le permettent, les gestionnaires auront la possibilité d’arrêter l’eau chaude sanitaire.

Certaines mesures concernant les collectivités territoriales sont également relatives aux bâtiments :
- Réduire le chauffage des équipements sportifs : en diminuant de 2°C la température des gymnases et d’1°C la température de l’eau des piscines, comme le recommande l’Association nationale des élus du sport.
- Réduire le nombre de mètres carrés chauffés en regroupant les services publics dans les locaux les mieux adaptés, quitte à les utiliser sur de plus grandes plages horaires.

Les entreprises s’engagent également dans 15 mesures et sont accompagnées dans leur déploiement : éteindre l’éclairage intérieur des bâtiments dès l’inoccupation, réduire l’éclairage extérieur, notamment publicitaire, et l’éteindre au plus tard à 1h, piloter chauffage, climatisation et ventilation ou encore regrouper les déplacements et supprimer ceux inutiles.

## Décarbonation de la chaine de valeur du cycle de vie du bâtiment
Le Centre scientifique et technique du bâtiment (CSTB) et Plan Bâtiment Durable ont été missionnés, aux côtés de la Direction générale de l’Aménagement, du Logement et de la Nature, pour organiser, piloter et animer la démarche d’élaboration de la Feuille de route de décarbonation de la chaine de valeur du cycle de vie du bâtiment. Lancés en mai 2022, les travaux ont abouti, après avoir mobilisé un très grand nombre d'acteurs de la filière, à une feuille de route publiée en janvier 2023,. La feuille de route propose une synthèse des 25 leviers à mobiliser, proposés par les acteurs de la filière et répartis en 5 axes :
- Réduire l’impact de la production des composants du bâtiment ;
- Construire avec exemplarité  dans le neuf ;
- Améliorer la performance de l’existant ;
- Faire preuve de sobriété dans l’usage des bâtiments ;
- Déployer des mesures transverses.